# Tunel Na Réně
Tunel Na Réně je železniční tunel č. 202 na katastrálním území Kounické Předměstí na železniční trati Brno – Hrušovany nad Jevišovkou-Šanov v km 128,136–128,283 mezi stanicemi Moravské Bránice a Moravský Krumlov.

## Historie
Provoz na dráze byl zahájen 15. září 1870, kdy tvořila součást hlavní trati c. k. privilegované Rakouské společnosti státní dráhy z Vídně do Brna (Vídeň – Laa an der Thaya – Hrušovany nad Jevišovkou – Střelice – Brno). Na trati se nachází celkem čtyři tunely (Budkovický, Na Réně, Velký Prštický a Malý Prštický).
Všechny tunely byly dokončeny v roce 1870 jako stavebně dvojkolejné, stejně jako na zbytku trati ale byla i v tunelech položena pouze jedna kolej. V sedmdesátých letech 20. století došlo k přestavbě, kdy byla kolej přesunuta přibližně do os tunelů (v tunelu Na Réně v roce 1972).
Při ražbě tunelů byl poprvé v Rakousko-Uhersku místo střelného prachu použit dynamit.

## Geologie a geomorfologie
Tunel se nachází v geomorfologické oblasti Brněnská vrchovina na rozhraní:
- celku Boskovická brázda s podcelkem Oslavanská brázda s okrskem Zbýšovská pahorkatina
- celku Bobravská vrchovina s podcelkem Leskounská vrchovina s okrskem Krumlovský les.

Z geologického hlediska je oblast tvořena porfyritickými amfibol-biotitickými granodiority typu Réna.

## Popis
Jednokolejný tunel byl původně postaven pro dvě koleje v levém směrovém oblouku na železniční trati Brno – Hrušovany nad Jevišovkou-Šanov mezi stanicemi Moravské Bránice a Moravský Krumlov. Byl proražen v úbočí svahu kopce Réna (319 m n. m.) z obou stran a postupně vyzděn lomovým kamenem.
Tunel v nadmořské výšce 260 m je dlouhý 147,32 m.

## Okolí
Ve směru k stanici Moravské Bránice přes řeku Jihlavu se nachází kulturní památka Ivančický viadukt.
Na kopci Réna je stejnojmenný park s amfiteátrem, stejnojmenné hradiště a rozhledna Alfonse Muchy.